# ワールド・アスリート・オブ・ザ・イヤー
ワールド・アスリート・オブ・ザ・イヤー（World Athlete of the Year）は、ワールドアスレティックスによって陸上競技の世界最優秀選手男女1名ずつに贈られる賞である。毎年11月から12月にかけて行われるワールド・アスレティックス・アワード（World Athletics Awards）において表彰される。
1988年にその年のソウルオリンピックで活躍したカール・ルイスとフローレンス・グリフィス＝ジョイナーが最初の受賞者となった。最多受賞者はウサイン・ボルトの6回。
また、U20カテゴリを対象としたライジングスター賞も2005年から表彰されている。

## 歴代受賞者
| 年     | 男子                             | 男子             | 女子                                 | 女子                |
| 年     | 選手                             | 種目             | 選手                                 | 種目                |
| ------ | -------------------------------- | ---------------- | ------------------------------------ | ------------------- |
| 1988年 | カール・ルイス                   | 短距離走、走幅跳 | フローレンス・グリフィス＝ジョイナー | 短距離走            |
| 1989年 | ロジャー・キングダム             | ハードル         | アナ・フィデリア・キロット           | 短距離走、中距離走  |
| 1990年 | スティーブ・バックリー           | やり投           | マリーン・オッティ                   | 短距離走            |
| 1991年 | カール・ルイス(2)                | 短距離走、走幅跳 | カトリン・クラッベ                   | 短距離走            |
| 1992年 | ケビン・ヤング                   | ハードル         | ハイケ・ヘンケル                     | 走高跳              |
| 1993年 | コリン・ジャクソン               | ハードル         | サリー・ガネル                       | ハードル            |
| 1994年 | ヌールディン・モルセリ           | 中距離走         | ジャッキー・ジョイナー＝カーシー     | 七種競技、走幅跳    |
| 1995年 | ジョナサン・エドワーズ           | 三段跳           | グウェン・トーレンス                 | 短距離走            |
| 1996年 | マイケル・ジョンソン             | 短距離走         | スベトラーナ・マステルコワ           | 中距離走            |
| 1997年 | ウィルソン・キプケテル           | 中距離走         | マリオン・ジョーンズ                 | 短距離走            |
| 1998年 | ハイレ・ゲブレセラシェ           | 長距離走         | マリオン・ジョーンズ(2)              | 短距離走            |
| 1999年 | マイケル・ジョンソン(2)          | 短距離走         | ガブリエラ・サボー                   | 中距離走            |
| 2000年 | ヤン・ゼレズニー                 | やり投           | マリオン・ジョーンズ                 | 短距離走            |
| 2001年 | ヒシャム・エルゲルージ           | 中距離走         | ステーシー・ドラギラ                 | 棒高跳              |
| 2002年 | ヒシャム・エルゲルージ(2)        | 中距離走         | ポーラ・ラドクリフ                   | 長距離走 、マラソン |
| 2003年 | ヒシャム・エルゲルージ(3)        | 中距離走         | ヘストリー・クルーテ                 | 走高跳              |
| 2004年 | ケネニサ・ベケレ                 | 長距離走         | エレーナ・イシンバエワ               | 棒高跳              |
| 2005年 | ケネニサ・ベケレ(2)              | 長距離走         | エレーナ・イシンバエワ(2)            | 棒高跳              |
| 2006年 | アサファ・パウエル               | 短距離走         | サーニャ・リチャーズ                 | 短距離走            |
| 2007年 | タイソン・ゲイ                   | 短距離走         | メセレト・デファー                   | 長距離走            |
| 2008年 | ウサイン・ボルト                 | 短距離走         | エレーナ・イシンバエワ (3)           | 棒高跳              |
| 2009年 | ウサイン・ボルト(2)              | 短距離走         | サーニャ・リチャーズ(2)              | 短距離走            |
| 2010年 | デイヴィッド・レクタ・ルディシャ | 中距離走         | ブランカ・ブラシッチ                 | 走高跳              |
| 2011年 | ウサイン・ボルト(3)              | 短距離走         | サリー・ピアソン                     | ハードル            |
| 2012年 | ウサイン・ボルト(4)              | 短距離走         | アリソン・フェリックス               | 短距離走            |
| 2013年 | ウサイン・ボルト(5)              | 短距離走         | シェリー＝アン・フレーザー＝プライス | 短距離走            |
| 2014年 | ルノー・ラビレニ                 | 棒高跳           | バレリー・アダムス                   | 砲丸投              |
| 2015年 | アシュトン・イートン             | 十種競技         | ゲンゼベ・ディババ                   | 中距離走            |
| 2016年 | ウサイン・ボルト(6)              | 短距離走         | アルマズ・アヤナ                     | 長距離走            |
| 2017年 | ムタズ・エサ・バルシム           | 走高跳           | ナフィサトウ・ティアム               | 七種競技            |
| 2018年 | エリウド・キプチョゲ             | マラソン         | カテリーン・イバルグエン             | 三段跳 、走幅跳     |
| 2019年 | エリウド・キプチョゲ(2)          | マラソン         | ダリラ・ムハンマド                   | ハードル            |
| 2020年 | アルマンド・デュプランティス     | 棒高跳           | ユリマル・ロハス                     | 三段跳              |
| 2021年 | カールステン・ワーホルム         | ハードル         | エレイン・トンプソン＝ヘラ           | 短距離走            |
| 2022年 | アルマンド・デュプランティス(2)  | 棒高跳           | シドニー・マクラフリン               | ハードル            |
| 2023年 | ノア・ライルズ                   | 短距離走         | フェイス・キピエゴン                 | 中距離走            |
| 2023年 | アルマンド・デュプランティス(3)  | 棒高跳           | ユリマル・ロハス(2)                  | 三段跳              |
| 2023年 | ケルヴィン・キプタム             | 長距離走         | ティギスト・アセファ                 | 長距離走            |
| 2024年 | レツィレ・テボゴ                 | 短距離走         | シファン・ハッサン                   | 長距離走            |